# Співробітництво України і ЄС у галузі науки і технологій
Співробітництво України і ЄС у галузі науки і технологій

## Інституційні основи співробітництва
Міждержавна угода
Науково-технічне співробітництво між Україною та ЄС здійснюється на підставі Угоди між Україною та Європейським Співтовариством про наукове і технологічне співробітництво від 4 липня 2002. Ця Угода потребує постійного поновлення на наступні п'ятирічні періоди. Відповідальним за поновлення Угоди є Міністерство освіти і науки, молоді та спорту України.
Підкомітет 7
Інструментом співробітництва у науково-технічній сфері служить Підкомітет 7 «Наука та технології, дослідження та розробки, освіта, культура, громадське здоров'я, інформаційне суспільство та медіа» Комітету з питань співробітництва Україна ЄС. Відповідальним за роботу за цим напрямком також є Міністерство освіти та науки, молоді і спорту України.
Спільний Комітет Україна-ЄС зі співробітництва в галузі науки та технологій
Державним агентством з питань науки інновацій та інформатизації України разом із генеральним директоратом Європейської комісії «Дослідження та Інновації» на виконання Угоди створено Спільний Комітет Україна-ЄС зі співробітництва в галузі науки та технологій.
Перше засідання Комітету відбулось 23 листопада 2011 у м. Брюссель. Під час згаданого засідання були розглянуті питання
- співробітництва між Україною та ЄС у сфері науки, технологій та інноваційної діяльності,
- співробітництва в рамках Сьомої рамкової програми ЄС з розвитку наукових досліджень і технологій
- двосторонньої діяльності з країнами — членами Європейського Союзу.

Також, учасники засідання обмінялись думками щодо таких тем, як: «Здоров'я», «Дослідження в області інформаційно-комунікаційних технологій», «Нанотехнології та матеріалознавство». Сторони погодились налагоджувати співробітництво у науковій та інноваційній сферах, які мають спільний інтерес для України та країн — членів ЄС.
Також під час засідання було досягнуто домовленості про продовження діалогу та визначення спільних пріоритетів співробітництва під час наступної зустрічі запланованої на 2012 рік. Але, європейська сторона постійно відкладає проведення спільного засідання. На даний час орієнтовна дата засідання перенесена на весну 2013 року.
Влітку 2012 року листом за підписом Міністра економічного розвитку та торгівлі України, як відповідального за координацію економічного і соціального співробітництва України з ЄС, Держінформнауки виступило із пропозицією до Європейської комісії визначити сферу «Наука та інновації» пріоритетним напрямом співпраці. Лист на даний час знаходиться на розгляді у Європейській комісії.

## Сьома Рамкова Програма Європейського Союзу
Відповідно до Європейської практики інформаційно-консультаційної підтримки науковців щодо участі в Рамкових програмах ЄС, важливості розвитку партнерських відносин між Україною і ЄС та перспектив приєднання України до Рамкової програми у статусі асоційованого члена у 2011 році спільними наказами Державного агентства з питань науки, інновацій та інформатизації України, Національної академії наук України, Національного космічного агентства та наказом Міністерства освіти, науки, молоді та спорту України було офіційно засновано мережу контактних пунктів РП7 в Україні.
З метою підвищення обізнаності стосовно можливостей, які доступні за допомогою робочих програм Сьомої рамкової програми на 2012 та 2013 та активізації участі науково-дослідних установ України в програмах з науково-технічного співробітництва, зокрема в конкурсах РП7, Національним інформаційним центром зі співробітництва з ЄС у сфері науки та технологій за підтримки Державного агентства з питань науки, інновацій та інформатизації України на постійній основі проводяться інформаційні й тренінгові заходи з РП7 у Києві та регіонах України та консультації за участю експертів країн ЄС.
31 січня — 1 лютого 2012 року у м. Києві було проведено засідання кінцевої конференції проєкту «BILAT-UKR» за тематикою «Посилення двостороннього науково-технічного партнерства з Україною», під час якого були підбито підсумки й зроблено огляд основних досягнень проєкту та розглянуті основні пріоритетні напрями співробітництва між Україною та ЄС у сфері науки та технологій на майбутнє. Також, в рамках зазначеної конференції 1 лютого 2012 р. на базі Держінформнауки було проведено круглий стіл представників контактних пунктів України та Європейського Союзу.
Окрім того, на базі національних контактних пунктів у м. Києві та м. Львові впродовж березня поточного року були проведені семінари з мобільності науковців в рамках програми «Марі Кюрі».
14 березня 2012 р. на базі Київського національного університету ім. Тараса Шевченка було проведено конференцію з питань робочої програми «Сьомої рамкової програми» на 2013 рік, зокрема з питань інформаційно — комунікаційних технологій.
За сприянням Держінформнауки та з метою формування політики у сфері науки і інновацій у рамках проєкту «IncoNet EECA», з 25 по 26 квітня 2012 в Києві для представників урядових структур України та країн ЄС, Східної Європи та Центральної Азії, було проведено конференцію за тематикою «Співробітництво Європейського Союзу та країн Східної Європи та Центральної Азії в інноваційній сфері». Під час даного заходу було обговорено питання використання інноваційної політики та інноваційних систем з метою налагодження міжнародного науково-технологічного співробітництва та впровадження наукових надбань в сучасні технології, товари та послуги.
В кінці травня 2012 за участю представників національних контактних пунктів в Харкові, Києві та Ужгороді було проведено регіональні семінари з метою інформування наукової громадськості щодо поточних конкурсів та програм, які діють в рамках «Сьомої рамкової програми» ЄС.
За результатами конкурсів РП7, за кількістю підтриманих пропозицій Україна посідає дев'яту позицію серед всіх країн, які не є членами ЄС чи асоційованими країнами та другу серед країн Східної Європи та Центральної Азії. За участю наукових установ України було подано 985 пропозицій та підтримано 194 проєкти.
У квітні 2012 Міністерством освіти та науки, молоді і спорту України було підготовлено та підписано Президентом України Указ № 259 «Про делегацію України у переговорах з Європейською Комісією щодо участі України у Сьомій рамковій програмі ЄС з досліджень і технологічного розвитку».
Водночас зважаючи на те, що останній конкурс за даною програмою був оголошений влітку 2012 року, на думку Держінформнауки необхідність повноцінної участі України у програмі є недоцільною. Сума членських внесків, які обчислюються зі співвідношення ВВП України та ВВП ЄС, навіть за умови отримання максимальної знижки 80% (в тому числі за умови отримання асоційованого членства в ЄС) становила б € 16 млн. При цьому за весь час роботи РП7 Україна отримала в рамках програми близько €17 млн.
На даний час Міністерством освіти та науки, молоді і спорту України проводяться погоджувальні процедури щодо визнання даного Указу Президента України таким, що втратив чинність.
В рамках конкурсу ERA-WIDE (мета: посилення можливостей науково-технічного співробітництва наукових установ, в рамках пріоритетів РП7), як за кількістю поданих пропозицій та і за кількістю підтриманих Україна посіла першу позицію серед всіх країн, які брали участь у цьому конкурсі.
За результатами конкурсів 2010 та 2011 років було підтримано 7 наукових установ України.

## Horizon 2020
Держінформнауки продовжує проведення відповідних заходів з інформування українських науковців щодо можливостей та умов участі у Програмі ЄС «Horizon 2020», в тому числі 6 вересня 2012 проведено інформаційний семінар «Матеріалознавство у проєктах ЄС», а 25-27 вересня в рамках Міжнародного науково-технологічного форуму «Наука, інновації, технології» під час роботи тематичних секцій відбулась доповідь представників ЄС на тему «Нові програми співпраці у галузі науки та інновацій ЄС».
Програма ЄС «Horizon 2020» все ще знаходиться на стадії формування, однак у Європейській комісії визначено, що фінансування участі третіх країн у ній не передбачене.

## Двостороннє співробітництво з країнами ЄС
Держінформнауки продовжує співробітництво не тільки із Європейським союзом загалом, а з окремими його країнами-членами.
Нині Україною укладено 18 двосторонніх науково-технічних угод з країнами-членами ЄС та асоційованими державами.
У 2012 році реалізуються науково-дослідні проєкти з Австрією, Болгарією, Литвою, Німеччиною, Словенією та Францією загальною кількістю 93, в т.ч.
| Назва країни | 2012 рік (кількість проектів) |
| ------------ | ----------------------------- |
| Австрія      | 16                            |
| Болгарія     | 9                             |
| Литва        | 12                            |
| Німеччина    | 26                            |
| Словенія     | 9                             |
| Франція      | 21                            |

На різних стадіях переговорного процесу знаходяться ініціативи щодо започаткування або продовження спільних проєктів з Латвією, Польщею та Румунією.

## Джерело
- Довідка Держінформнауки до засідання Громадської ради, листопад 2012